# 東京慈恵会医科大学附属病院
東京慈恵会医科大学附属病院 （とうきょうじけいかいいかだいがくふぞくびょういん）は、東京都港区西新橋3-19-18にある大学病院（附属病院の本院）である。略称は、慈恵医大病院。病院の基本理念は、「『病気を診ずして、病人を診よ』の教えに基づき、質の高い医療を実践し、医療人を育成することにより、社会に貢献し、患者さんや家族から信頼される病院をめざす」。東京慈恵会医科大学西新橋キャンパスに併設されており、病棟は中央棟（A・B棟）を中心に、F棟まである。

## 歴史

### 年表
- 1882年8月　高木兼寛が、有志共立東京病院を開院。
- 1887年4月　当時の皇后（昭憲皇太后）より、「慈恵」の名を賜り、東京慈恵醫院と改称。
- 1891年2月　高木兼寛が、個人経営のかたちで、東京病院を開院。
- 1907年7月　社団法人東京慈恵会が設立され、東京慈恵会醫院と改称。
- 1922年2月　東京病院の経営が、社団法人東京慈恵会に移管され、社団法人東京慈恵会付属東京病院となる。
- 1923年9月1日　関東大震災の影響をうけ、社団法人東京慈恵会附属東京病院および東京慈恵会醫院が被災する。
- 1945年5月　太平洋戦争による空襲をうけ、社団法人東京慈恵会附属東京病院が被災する。
- 1947年4月　東京慈恵会醫院が、東京慈恵会医科大学附属東京病院南病棟と改称。同時に、従来からある社団法人東京慈恵会附属東京病院は、東京慈恵会医科大学附属東京病院北病棟と改称。
- 1962年10月　病院名を東京慈恵会医科大学附属病院と改称。同時に、東京病院の名称が消えることから、記念碑を設置。
- 1994年2月　特定機能病院として承認される。

### 有志共立東京病院
有志共立東京病院は、日本初の民間による施療（注：施療とは、「無料で医療を施す」という意味である。）病院である。開設者である高木兼寛は、海軍軍医総監であったこともあり、同病院の設立に際し、皇族をはじめ、各界の有力者たちの協力が得られ、大変豪華な設備の病院であったという。

### 関係者
- 土肥淳一郎 - 元院長。私学初の日本皮膚科学会会頭を務めた。

## 基礎データ
- 特定機能病院
- 特定承認保険医療機関（高度先進医療）
  - 培養細胞による先天性代謝異常診断（小児科）
  - 顔面骨・頭蓋骨の観血的移動術（形成外科・脳神経外科）
- 救急告示病院[2]
- 臨床研修指定病院
- 外国医師又は外国歯科医師臨床修練指定病院
- 労災保険指定病院
- 労災保険二次健診等給付指定病院
- 認定輸血検査技師制度指定施設
- 労災保険外科後処置実施医療機関
- 公害医療機関
- 東京都地域周産期母子医療センター[3]
- 東京都災害拠点病院[4]
- 東京都エイズ診療拠点病院[5]
- 東京都神経難病医療拠点病院
- 公益財団法人日本医療機能評価機構認定病院[6]

## 診療
- 総合診察部
  - 画像診断部
  - 放射線治療部
  - 中央検査部
  - 輸血部
  - 麻酔部
  - ICU
  - CCU
  - 血液浄化部
  - 内視鏡部
  - 手術部
  - 病院病理部
  - 感染制御部
  - 臨床腫瘍部
  - 外来点滴治療室
- 内科
  - 消化器・肝臓内科
  - 神経内科
  - 腎臓・高血圧内科
  - リウマチ・膠原病内科
  - 循環器内科
  - 糖尿病・代謝・内分泌内科
  - 血液・腫瘍内科
  - 呼吸器内科
- 小児科
- 皮膚科
- 精神神経科
- 外科
  - 消化器外科
  - 肝胆膵外科
  - 乳腺・内分泌外科
  - 呼吸器外科
  - 血管外科
  - 小児外科
- 整形外科
- 脳神経外科
- 心臓外科
- 産婦人科
- 泌尿器科
- 眼科
- 耳鼻咽喉科
- 形成外科
- リハビリテーション科
- 歯科
- ペインクリニック
- スポーツクリニック
- 造血細胞治療センター
- 総合母子健康医療センター
  - 小児脳神経外科
- 脳血管内治療部
- 救急救命センター
- 外来棟手術センター
  - 外来棟手術室
  - エキシマレーザー手術室
  - 皮膚レーザー治療室

## その他
- 病院内に、スターバックスコーヒー慈恵大学病院店があった(2019年12月閉店)
- 東京慈恵会医科大学の創設者である高木兼寛は、「脚気」の予防策として、白米に麦をいれる、「麦ごはん」を考案したことで知られ、病院に入院をすると、昼食の際、「麦ごはん」が出される。

## 事件・事故・不祥事

### 勤務医師による不同意堕胎事件
- 同病院に勤務の男性医師（当時36歳）が、妊娠した交際相手の女性看護師を、同意なしに堕胎させた事件である。男性医師には別に婚約者がいた。結局、男性医師は懲役3年執行猶予5年の確定判決を受け、厚生労働省医道審議会で「医師免許取り消し処分」となった。

### 新型コロナウイルス感染
- 2020年4月4日、東京都は4日、新型コロナウイルスの感染者を都内で新たに117人確認したと発表した。都内の累計感染者は891人に達した。このうち慈恵医大病院の関係者6人も含まれているという[7]。

## 交通アクセス
- 都営三田線御成門駅A5出口より徒歩3分
- JR新橋駅烏森口より徒歩12分
  - このほか、地下鉄内幸町駅・神谷町駅・虎ノ門駅・大門駅・霞ケ関駅からも徒歩圏内である。
- 東急バス東98系統で「慈恵会医大前」または「愛宕山下」下車
- 港区コミュニティバス「ちぃばす」・新橋駅～田町駅東口（芝ルート）で「慈恵医大病院入口」下車